# Arxiu Gavín. Centre de Documentació de Cultura Popular i Religiosa de Catalunya
L'Arxiu Gavín és considerat un arxiu de caràcter particular, ja que el seu fons documental s'ha creat, recopilat, gestionat i preservat per la iniciativa d'una sola persona, el Sr. Josep Maria Gavín i Barceló. La seu de l'arxiu ha estat fins al 2008 a Valldoreix (Sant Cugat del Vallès). A partir del 2008 l'arxiu fou traslladat al Monestir de Santa Maria de Bellpuig de les Avellanes (Os de Balaguer).
L'Arxiu Gavín està format per un conjunt de fons documentals i col·leccions produïts per diverses persones o entitats. El creador de l'arxiu fou Josep Maria Gavín i Barceló, a partir de les seves col·leccions personals. A aquests fons s'hi sumaren altres col·leccions recollides i ordenades per Gavín, així com donacions i aportacions fetes per altres persones o entitats.
La temàtica d'aquests fons o col·leccions documentals és diversa però en conjunt té un fil conductor, i és que la major part dels documents contenen informació relacionada amb la cultura popular i religiosa principalment de Catalunya. Motiu pel qual se'l defineix com a Centre de Documentació de Cultura Popular i Religiosa de Catalunya.

## Història institucional
L'Arxiu Gavín fou creat i gestionat pel mateix Josep Maria Gavín almenys fins a l'any 1985. La Generalitat de Catalunya adquirí entre 1985 i 1987 bona part del fons documental de l'arxiu, però deixà a Josep Maria Gavín com a dipositari i gestor. Entre 1987 i el 2008 l'arxiu va augmentar considerablement el seu fons. A finals dels anys noranta, Gavín inicià la recerca d'un espai on allotjar de forma permanent i definitiva el seu arxiu. Després de l'intent fracassat de portar l'arxiu a Tàrrega i a altres poblacions, l'any 2007 s'acordà el trasllat de l'arxiu al monestir de Santa Maria de Bellpuig de les Avellanes. Des de llavors l'arxiu és gestionat pels Germans Maristes amb la col·laboració del Departament de Cultura de la Generalitat de Catalunya. L'arxiu s'integra dins dels Sistema d'Arxius de Catalunya.

## Història arxivística
L'Arxiu Gavín s'inicia amb l'afició de Josep Maria Gavín a col·leccionar estampes de Sant Josep, amb el temps aquesta col·lecció personal arribarà a superar les 50.000 estampes. Per tal d'ordenar-les Gavín emprà tècniques i metodologies arxivístiques, creant inventaris, sistemes de classificació i descripció propis, amb l'objectiu de preservar-les i fer-les fàcilment accessibles. Aquesta experiència l'aplicarà posteriorment a la resta de fons documentals i col·leccions, que ell mateix crearà o recollirà.
El fons documental més emblemàtic de l'Arxiu Gavín és el que agrupa les fotografies de les esglésies de Catalunya, Catalunya del Nord, Andorra i Franja de Ponent.
Entre 1947 i 1997 Josep Maria Gavín va recórrer totes poblacions d'aquests territoris fotografiant tots els espais de culte cristià, estiguessin en actiu o no. En total 26.444 esglésies fotografiades. Paral·lelament a aquesta tasca, Gavín va començar a confeccionar altres col·leccions: el recull de premsa de pobles catalans, les postals, les Nadales, etc. Recollir i organitzar tot aquest fons documental li suposava un gran treball, que es podia fer gràcies a diversos voluntaris que col·laboraven a l'arxiu. Finalment, l'excedència laboral a partir de 1985, va permetre a Gavín la dedicació exclusiva a l'arxiu. A partir d'aquest moment s'amplia el nombre de col·leccions, així com el nombre de donacions, i de voluntaris.
Des de la seva arribada al Monestir de les Avellanes l'arxiu continua rebent donacions de particulars, però sobretot es treballa en l'adequació de la documentació per tal de fer-la accessible als usuaris i preservar-la.

## Fons Documental

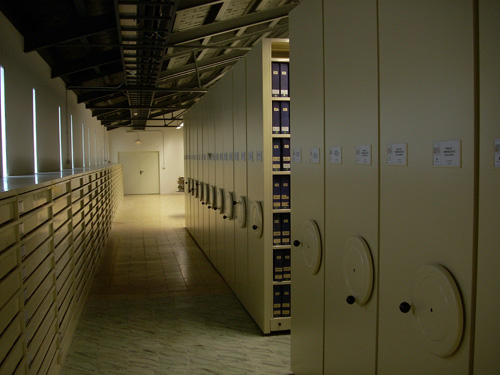

### Contingut i forma d'ingrés
La tipologia dels documents que preserva l'Arxiu Gavín són principalment imatges en suport de paper fotogràfic, postal, estampa o recordatori, felicitacions, etc. i en negatius en placa, clixés o diapositiva. També preserva imatges en suport digital.
Pel que fa al document imprès en suport paper: premsa, manuscrits, goigs, cartells, fulletons, mapes, publicacions periòdiques i monografies entre d'altres.
L'ingrés habitual de documents a l'arxiu ha estat per tres vies. La primera, la dels fons generats per Josep Maria Gavín; la segona, la donació de documents en petites quantitats i que s'han integrat al fons de l'arxiu; i la tercera, la donació de fons generats per altres persones i que s'han integrat a l'arxiu mantenint la seva unitat i forma d'organització.

### Organització

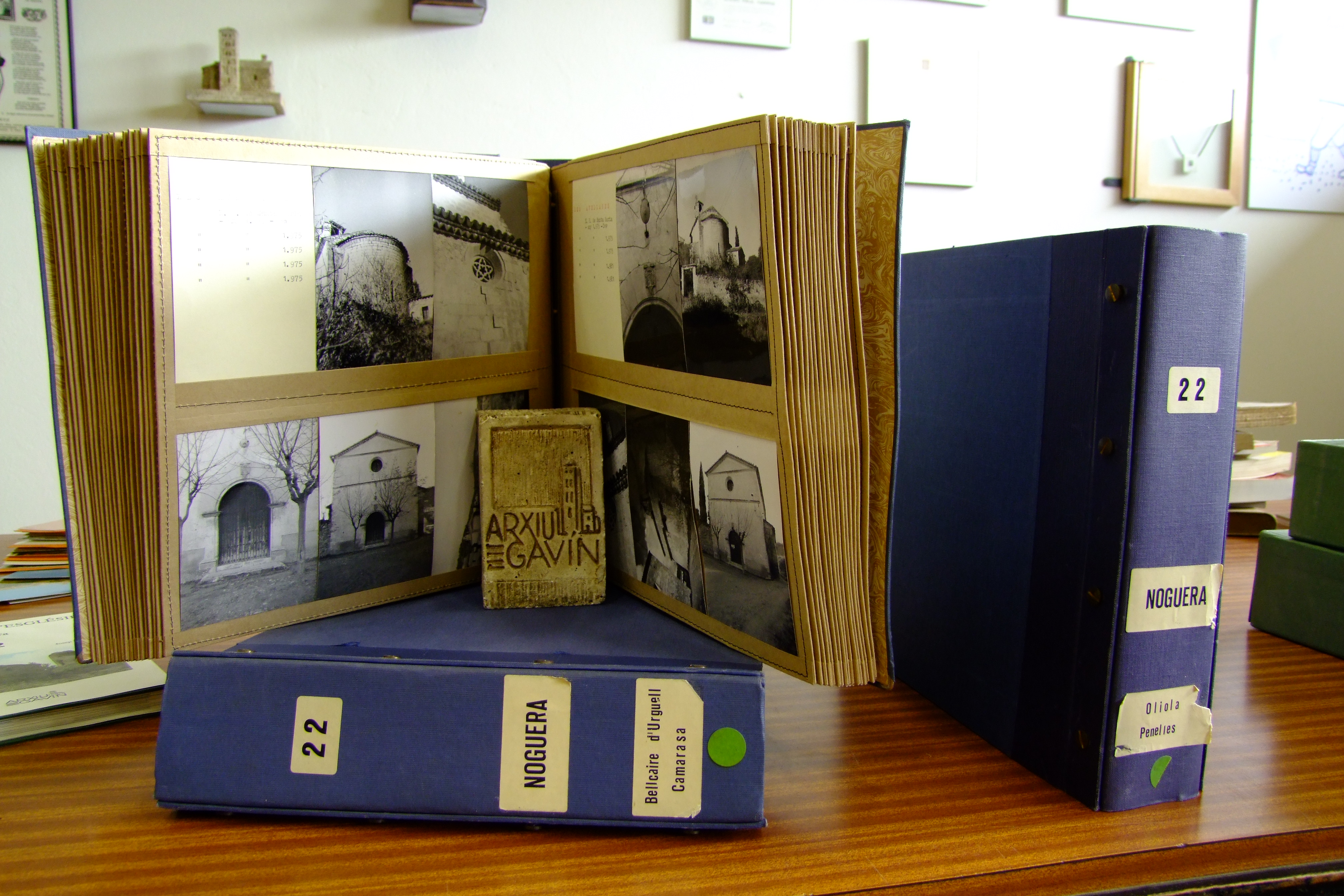

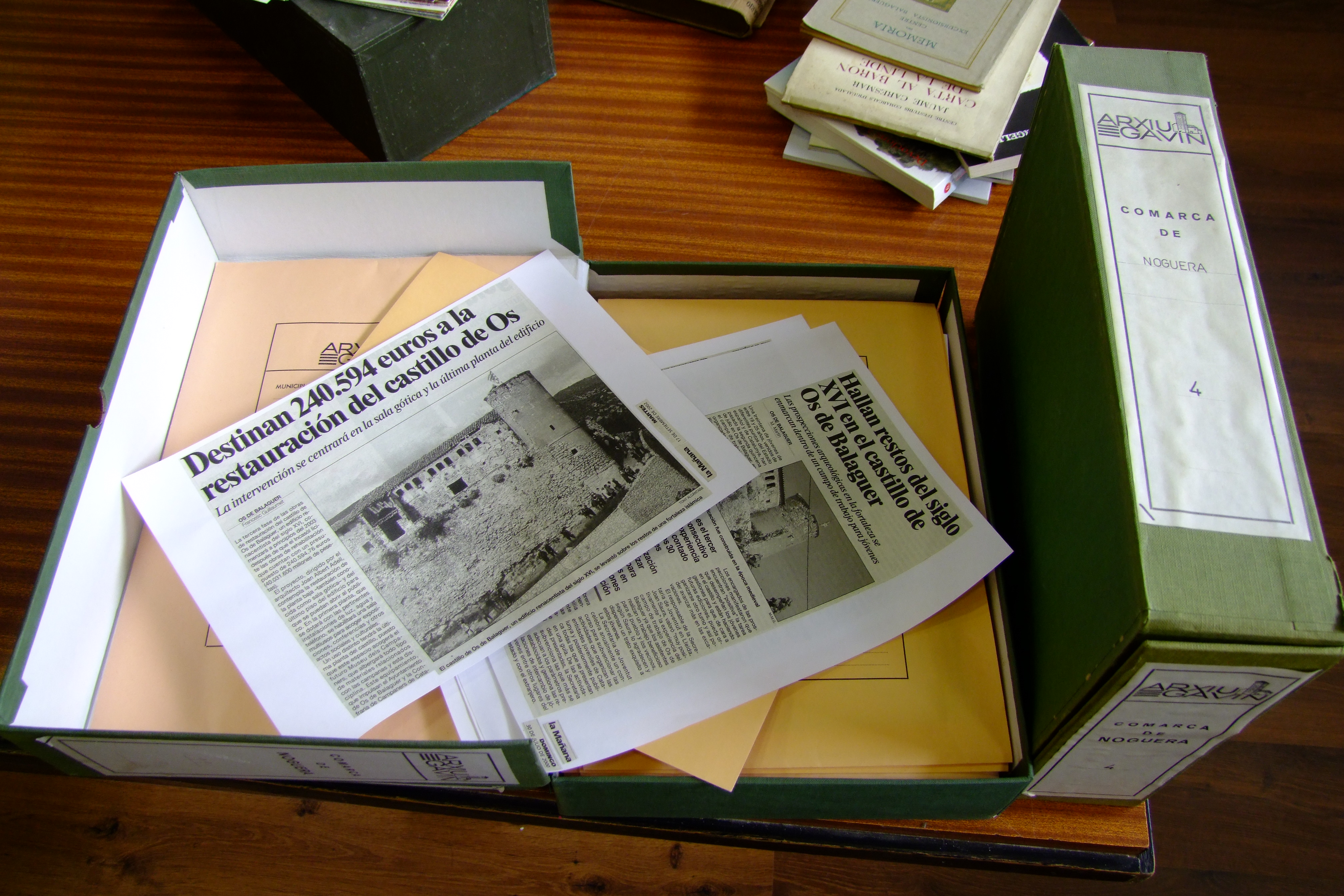

Atesa la manera com fou creat l'arxiu i les característiques de la documentació que custodia, l'Arxiu Gavín s'organitza en col·leccions i fons documentals, en concret 48 col·leccions documentals diferents que ocupen uns 1.500 metres lineals. Les principals són: 
- Fons de premsa de pobles i comarques de Catalunya
- Fons fotogràfic d'esglésies de Catalunya de Josep Maria Gavín
- Fons de premsa de personatges cèlebres de Catalunya
- Fons fotogràfic i col·leccions de Josep Centelles
- Fons fotogràfic de Josep Sansalvador
- Fons documental de Jordi Domènech
- Col·lecció de goigs
- Col·lecció de felicitacions de Nadal
- Col·lecció d'estampes de sant Josep
- Col·lecció d'estampes de sant Jordi
- Col·lecció d'estampes de sants
- Col·lecció d'estampes diverses.
- Col·lecció d'imatges de la Mare de Déu
- Col·lecció de calendaris de butxaca
- Col·lecció de recordatoris commemoratius
- Col·lecció de recordatoris de comunió
- Col·lecció de recordatoris de defunció

A més, l'arxiu compta amb una biblioteca i hemeroteca de monografies i revistes locals.

## La seu de l'arxiu
La seu de l'Arxiu Gavín al Monestir de les Avellanes fou inaugurada el 4 d'octubre de 2008. L'arxiu s'ubica en l'edifici de l'antiga fusteria del monestir. Va ser rehabilitat l'any 2006 i preparat per allotjar-hi el servei d'un arxiu. L'edifici està dividit en tres espais diferenciats: la sala de treball i consulta, el dipòsit i la zona per a exposicions.

## Serveis
L'Arxiu Gavín ofereix els següents serveis a l'usuari:
- Sala de consulta documental.
- Servei d'informació i referència.
- Servei de digitalització i reprografia.
- Biblioteca i hemeroteca auxiliar.
- Sala per a exposicions.

L'Arxiu Gavín està situat dins del conjunt d'edificis i serveis del Monestir de les Avellanes, és per això que els serveis de l'arxiu es veuen complementats amb els oferts dins del mateix monestir.